# Лих
Лих (њем. Lich) град је у њемачкој савезној држави Хесен. Једно је од 18 општинских средишта округа Гисен. Према процјени из 2010. у граду је живјело 13.332 становника. Посједује регионалну шифру (AGS) 6531011.

## Географски и демографски подаци
Лих се налази у савезној држави Хесен у округу Гисен. Град се налази на надморској висини од 177 метара. Површина општине износи 77,6 km². У самом граду је, према процјени из 2010. године, живјело 13.332 становника. Просјечна густина становништва износи 172 становника/km².

## Међународна сарадња
| Мјесто   | Држава    | Врста сарадње | Од    |
| -------- | --------- | ------------- | ----- |
| Тата     | Мароко    | пријатељство  | 2003. |
| Будакеси | Мађарска  | контакт       | 2003. |
| Дјелфи   | Француска | партнерство   | 1975. |
| Извор    |           |               |       |